# Samaná (Colombia)
Samaná è un comune della Colombia facente parte del dipartimento di Caldas.
Il centro abitato venne fondato da Olimpo Carvajal, Miguel Murillo, Cipriano Herrera, Clemente Gil,
Gregorio Murillo e Ramón Ortiz nel 1877, mentre l'istituzione del comune è del 1885.